# Lucio Ebuzio Helva
Lucio Ebuzio Helva (... – 463 a.C.) è stato un politico romano.

## Consolato
Figlio del console Tito Ebuzio Helva, fu eletto console nell'anno 463 a.C. con Publio Servilio Prisco; morì nello stesso anno, colpito dall'epidemia di peste che si verificò a Roma.
Solo perché i Volsci e gli Equi erano più interessati ai saccheggi che alla conquista, Roma, duramente colpita dalla peste che ne aveva decimato la popolazione, evitò il saccheggio.
(Tito Livio, Ab Urbe Condita, III. 7)
Secondo Dionigi invece gli Equi arrivarono fin sotto le mura di Roma, ma essendo Roma ben protetta dalla natura dei luoghi e dalle opere murarie e non essendo gli Equi esperti nell'arte dell'assedio, si ritirarono, preferendo saccheggiare le campagne.